# Susukan Rejo
Susukan Rejo is een bestuurslaag in het regentschap Pasuruan van de provincie Oost-Java, Indonesië. Susukan Rejo telt 3195 inwoners (volkstelling 2010).